# Грундфос
Грундфос (на датски: Grundfos) е датска фирма - един от водещите производители на водни помпи в света.
Фирмата е създадена след края на втората световна война в малкото датско градче Берингбро от датския инженер Пол Дю Йенсен (Poul Due Jensen). През годините Грундфос се превръща в един от водещите производители на водни помпи в света. Централата се намира в Бйерингбро. Фирмата има заводи в цяла Европа - Дания, Германия, Унгария, Англия, Франция, Финландия, Швейцария, Италия, както и в САЩ, Мексико, Сингапур, Южна Корея и др. Циркулационните помпи от групата UP, потопяемите сондажни помпи от сериите SP и SQ, вертикалните многостъпални центробежни помпи CR са трите основни продуктови групи,
Центробежни помпи и цялостни решения в областта на:
- Отоплението
- Климатизацията
- Домашното водоснабдяване
- Преноса на дренажни, отпадни и фекални води
- Водоснабдяване от подпочвени води и кладенци
- Помпи и помпени системи за нагнетяване
- Дозиращи помпи и системи за дезинфекция
- Санитарни помпи за хранително-вкусовата промишленост
- Противопожарни помпи и помпени системи

Освен гореизброените Грундфос се занимава и с производството на потопяеми и сухи електрически двигатели, системи за управление и защита на помпени агрегати и системи, електронни компоненти. През 2006 г. Hilge, производител на помпи за стерилни приложения, беше придобит от групата и продаден на GEA през 2015 г.